# 메모리 맵 입출력
메모리 맵 입출력(영어: Memory-mapped I/O, MMIO)는 마이크로프로세서(CPU)가 입출력 장치를 액세스할 때, 입출력과 메모리의 주소 공간을 분리하지 않고 하나의 메모리 공간에 취급하여 배치하는 방식이다. 따라서 전체 메모리의 주소공간에 입출력 장치의 메모리나 레지스터를 메모리로 취급하여 전체 메모리의 일부분으로 특정영역에 할당하여 배치하는 방식이다. 입출력 장치의 메모리 주소가 나뉘어 있지 않기 때문에 액세스할 때는 메모리와 같은 주소공간이므로 같은 기계어 코드로 수행한다. 입출력 맵 입출력의 주소공간이 나뉘어 있어서 분리되어 있는 반면 메모리 맵 입출력은 메모리의 한 부분일 뿐이다.
보통 입출력 장치가 메모리에 비해 속도가 느리고, 주소공간의 크기가 작다고 가정하고 설계한다. 물론 다 느리지는 않지만 느린경우가 있으므로 느린것으로 상정할 수 밖에 없다. 입출력 장치가 느린속도의 액세스 속도를 갖는 경우, 마이크로프로세서에게 속도를 조절할 수 있는 하드웨어 수단을 제공하여 효율을 기하는 경우가 많다.
일반적으로 인텔의 마이크로프로세서(8085, x86)는 입출력 맵 입출력을 사용한다. 이에비해 프리스케일(과거 모토로라, 6800, 6809, 68000패밀리)에서는 메모리 맵 입출력을 사용한다. ARM과 같은 RISC의 경우 하드웨어와 기계어 명령어의 단순화 원칙에 따라 메모리 맵 입출력 방식을 사용한다.
메모리 맵 입출력과 포트 입출력은 컴퓨터 안의 CPU와 주변 장치 사이에서 입출력을 수행하는 두 가지의 상호 보완적인 방법이다. 또, 보통 메인프레임 컴퓨터에서 보통 채널이라고 불리는 입출력만 전담하는 프로세서를 사용하는 방법도 있다. 이러한 전담 프로세서는 자신만의 명령어를 가지고 이를 수행한다.
메모리 맵 입출력(메모리 맵 파일 입출력과 혼동하지 말 것.)은 메모리와 입출력 장치 접근을 위해, 같은 주소 버스를 이용한다. 그리고 메모리에 접근하기 위한 CPU 명령어는 장치에 접근하는 데에도 쓰인다. 입출력 장치를 처리하려면 CPU의 주소 공간 중 일부가 입출력을 위해 할당되어야 하는데, 이렇게 할당하는 것은 일시적일 수도 있고 (코모도어 64 컴퓨터는 입출력 장치와 일반적인 메모리를 뱅크 스위치할 수 있었다.), 아니면 영구적일 수도 있다. 각 입출력 장치는 CPU의 주소 버스를 감시하고 있다가, CPU가 장치를 위해 할당한 메모리 공간에 접근하면 이에 반응을 보낸다. 그리고 데이터 버스를 의도한 장치의 하드웨어 레지스터에 연결해 준다.
포트 맵 입출력은 입출력을 수행하기 위해 특별히 고안된 CPU 명령어를 사용한다. 이 방식은 보통 인텔 마이크로프로세서들에서 구현된다. 인텔 프로세서에는 IN과 OUT이라는 명령어가 있는데, 이것은 입출력 장치에 1 바이트를 읽고 쓰기 위한 것이다. 또한 입출력 장치는 일반적인 메모리 공간과 별도로, 독립된 주소 공간을 가진다. 이러한 것은 CPU의 물리적 인터페이스에서, 특별히 준비된 입출력 핀을 이용해서 구현되거나, 아니면 입출력 전담으로 쓰이는 버스를 이용해서 구현된다.
한 장치의 직접 메모리 접근 (Direct Memory Access, DMA)은 그러한 CPU와 장치 사이의 통신 방식에 영향을 받지 않는다. 특히 메모리 맵에 영향을 받지 않는다. DMA가 CPU를 통하지 않고, 메모리와 장치 사이에 직접 통신하기 때문이다.
하드웨어 인터럽트는 CPU와 주변 장치 사이에 통신을 하는 또 하나의 방법이다. 하지만, 여러 이유로 조금 다르게 취급된다. 앞서 살펴본 방법과 달리, 이 방식은 장치가 요청을 하며 한 방향으로만 통신한다. 다시 말해, 정보가 장치로부터 CPU로만 흐른다는 것이다. 마지막으로 각 인터럽트 라인은, "인터럽트가 발생했다"라는 식으로 고정된 의미를 갖는 단 한 비트의 정보만을 가지게 된다.

## 두 입출력 방식의 상대적인 장점들
포트 맵 입출력을 사용할 때 얻을 수 있는 가장 큰 장점은 어드레싱 능력이 제한된 CPU를 사용할 때 나타난다. 포트 맵 입출력이 입출력 접근을 메모리 접근과 분리하기 때문에 메모리용으로 주소 영역 전체를 사용할 수 있다. 또다른 장점은 어셈블리어로 된 소스 목록을 볼 때, 언제 입출력이 수행되는지를 알아보기가 쉽다. 이는 바로 입출력용으로만 쓰는 명령어를 써서 입출력을 수행하기 때문이다.
메모리 맵 입출력을 사용하는 장점은, 포트 입출력을 구현할 때 필요한 부수적인 복잡성이 없어지기 때문에, CPU는 내부 로직이 덜 필요하고, 그러므로 더 저렴하고, 더 빠르고, 더 쉽게 CPU를 만들 수 있다는 것이다. 바로 이 점은 RISC가 추구하는 바와 그 노선을 따르는 것이고, 이런 방식은 임베디드 시스템을 구현할 때 장점으로 작용한다. 16비트 CPU 구조가 없어지고, 32비트와 64비트 구조로 대치되어 감에 따라, 입출력 장치를 위해 메모리 맵 일부를 확보해 놓는 것은 더 이상 문제가 되지 않는다.  그리고 장치를 어드레싱하기 위해서 일반적인 메모리 명령어를 사용한다는 것은 메모리뿐 아니라 입출력을 위해서도 모든 CPU 어드레싱 모드가 다 지원된다는 것을 의미한다.
하지만 메모리 맵 입출력은 주소와 데이터 버스를 무척 많이 사용하게 된다. 그래서 보통 메인 메모리에 접근하는 것보다 매핑된 장치에 접근하는 것이 더 느리다. 반면, 포트 맵 입출력은 입출력용으로 할당된 버스를 사용할 경우 느리지 않다.

## 예
8 비트 마이크로프로세서로 구현된 간단한 시스템이 있다고 하자. 해당 CPU는 16 비트 주소 라인을 가지고 있어서, 64 키비바이트 (KiB)의 메모리에 접근할 수 있다. 이러한 시스템에서, 주소 공간의 첫 32 KiB는 램에 할당되어 있고, 그 다음 16K는 롬에 할당되어 있다. 그리고 나머지는 타이머나 카운터, 디스플레이 비디오 칩, 소리 구현 장치와 같은 다양한 장치들을 위해서 할당되어 있다고 하자. 연결된 장치들은 자신들을 뜻하는 주소에 대해서만 반응을 하고, 다른 주소들은 무시한다. 이런 것은 주소 디코딩 회로가 하게 되고, 이런 식으로 시스템의 메모리 맵이 만들어진다.
이렇게 만들어지는 메모리 맵은 다음과 같다.
| 장치                                      | 주소 범위 (16진수) | 크기       |
| ----------------------------------------- | ------------------ | ---------- |
| 램                                        | 0000 - 7FFF        | 32 KiB     |
| 일반 목적 입출력                          | 8000 - 80FF        | 256 바이트 |
| 사운드 컨트롤러                           | 9000 - 90FF        | 256 바이트 |
| 비디오 컨트롤러/텍스트 매핑 디스플레이 램 | A000 - A7FF        | 2 KiB      |
| 롬                                        | C000 - FFFF        | 16 KiB     |

메모리 맵에 빈 공간들이 있다는 점에 주목하라. 이런 것은 흔한 일이다.
이제 비디오 컨트롤러의 네 번째 레지스터가 화면의 바탕색을 지정하는데 쓰인다고 하자. CPU는, 일반적으로 메모리에 기록하는 명령을 이용해서, A003이라는 메모리 위치에 값을 기록하여 배경색을 지정할 수 있다. 이와 같은 방법을 이용해서, 비디오 컨트롤러의 특별한 램 공간에 문자를 써서, 화면에 글자를 표현할 수 있다. 비트맵 디스플레이를 사용할 수 있도록 만든 저렴한 램이 나오기 전까지는, 이런 식의 캐릭터 셀 방식을 이용해서 표시하는 것이 보통이었다. (텍스트 사용자 인터페이스 참조)

## 불완전한 주소 디코딩
장치가 주소를 완전히 디코딩할 수도 있고, 아니면 불완전하게 디코딩할 수도 있다.
- 완전히 디코딩을 할 경우 주소 버스의 모든 라인을 검사하게 되는데, CPU가 매핑되지 않은 메모리 영역에 접근하면 오픈 데이터 버스 상태를 야기한다.
- 불완전한 디코딩, 혹은 부분 디코딩이라고 하는 방법은 주소 일부분을 검사하는, 더 간단하고 대체적으로 단순한 논리를 사용한다. 이러한 간단한 디코딩 회로는 장치가 여러 개의 다른 주소에 반응을 할 수 있게 하거나, 메모리 맵의 다른 곳들에 해당 장치의 가상본을 효과적으로 만들 수 있게 도와 준다. 이 때, 이 가상본들은 모두 똑같은 실제 장치를 가리키게 된다. 그러므로 보통은 이러한 방식을 쓴다고 하여 특별히 좋을 것은 없다. 다만, 디코더를 단순하게 만들 수 있다는 장점이 있다. 보통 디코딩하는 그 논리 자체는 프로그래밍으로 짤 수 있기 때문에, 시스템이 필요에 따라 메모리 맵을 다시 설정할 수 있다.

## 같이 보기
- 입출력 맵 입출력(I/O mapped I/O)
- 메모리 맵
- 액세스
- mmap, 다만 메모리 맵 입출력과 혼동하지 말 것.
- 포트 맵 입출력을 사용한 초창기 컴퓨터들.
  - PDP-8
  - 노바
- PDP-11, 메모리 맵 입출력을 사용하는 초창기 컴퓨터 구조의 예
  - 유니버스, PDP-11이 사용하는 입출력만을 전담하는 버스
- 입출력 기반 주소
- 뱅크 스위칭

## 참고 문헌
- (영어) 컴퓨터 입출력에 대한 대학교 강의 노트